# ロードアイランドの戦い
ロードアイランドの戦い（ロードアイランドのたたかい、英:Battle of Rhode Island、またはクェーカーヒルの戦い、英:Battle of Quaker Hill）は、アメリカ独立戦争の中盤にあたる1778年8月29日、ジョン・サリバン将軍指揮下の大陸軍が、イギリス軍の手からロード島（アクィドネック島）の奪還を図った戦闘である。戦闘は決着が着かなかったが、大陸軍はこの島を占領することでアメリカやフランス艦船の航行のためにナラガンセット湾を確保しようという目標を諦めねばならなかった。

## 背景
フランス海軍の提督デスタン伯爵は、1778年夏に歩兵の援兵部隊を乗せた艦隊でアメリカに到着した。砂州を抜けてニューヨーク港に入れなかったので、フランス軍と大陸軍の指揮官達は到着したばかりの部隊をロードアイランドに派遣し、そこにいるイギリス軍を追い出すことに決めた。戦略的に、これがうまくいけばナラガンセット湾がアメリカ軍とフランス軍のために確保され、イギリス軍の存在を否定することであった。この攻撃部隊の指揮はジョン・サリバンがあてられた。
ロード島には、大陸軍もイギリス軍も留まっており、膠着状態であった。クリストファー・グリーン大佐がロードアイランドで兵士を集め大陸軍に役立てる責任者であったが、ノルマに合わせるために苦しんでいた。サリバン将軍は様々な供給元から兵士を集める必要があった。実際には全ロードアイランド民兵が招集されてウィリアム・ウエストに指揮され、マサチューセッツとニューハンプシャーからの部隊と大陸軍砲兵隊が呼ばれて、予定されるフランス軍を補うことになった。
ジョージ・ワシントン将軍はナサニエル・グリーンとラファイエット両将軍を派遣して、サリバンがその軍隊を組織化する手助けをさせたが、以前からワシントンはサリバンの意志決定能力を心配していると示唆していた。

## 戦闘への序曲
大陸軍の意図は明らかだったので、イギリス軍のロバート・ピゴー将軍は自軍にニューポートの周辺で防衛的配置を行わせることに決めた。またほとんど全ての家畜を市中に移動させ、砲火が通るように果樹や家を切り整え、台車や馬車を破壊した。
8月10日、大陸軍の島に対する攻撃作戦は、デスタンの艦隊が上陸地点が見えるところまで来た後で碇を上げ、ロードアイランドを離れてしまったときに組み直しが必要になった。デスタンは近くにいるイギリス艦隊との交戦を目指した。サリバンの大陸軍は予定よりも前に上陸地点まで進んでいたが、イギリス軍の防衛線を単独で破るには不適切な勢力だった。
8月11日と12日、激しい嵐がこの地域を襲い、トウモロコシ畑をなぎ倒した。このことは戦争によってロード島の住人が被った金銭的損失に輪を掛けることになった。雨が上がって乾燥してくると、大陸軍はニューポート包囲戦のための配置を再開した。
デスタンの艦隊はイギリス艦隊と交戦する前に嵐でバラバラになってしまい、このことも戦場の大陸軍にとっては打撃となった。
デスタンの艦隊が再結集して8月20日に到着すると、艦船は嵐で酷く破損していた。デスタンは再度歩兵部隊の揚陸を延期することに決め、艦船の修繕のためにボストンへ回航することを選んだ。これらの出来事にうろたえたサリバンはラファイエットをボストンに送って、フランス軍が予想される戦場に戻ってくるよう働きかけさせた。これは結局無駄になった。デスタンとラファイエットはボストンで激しい非難に遭い、ラファイエットは「ニューポートのイギリス軍近くにいるよりも、アメリカ人の戦線で戦争のような立場にいる」と言った。
この頃に、イギリス軍が補強部隊を派遣したという報せが入った。
8月28日までに、サリバンは対峙する両軍の相対的戦力を反映する作戦に変えた。夜陰に乗じて大陸軍は包囲戦の配置から動き、島の北のバッツヒルの回りに防衛的配置を布いた。

## 参加部隊

### イギリス軍
- イギリス歩兵4個歩兵連隊：第22、第38、第43、および第54歩兵連隊
- ヘシアン（ドイツ人傭兵）6個歩兵連隊：ラントグラーフ・マスケット銃兵、フュイネ駐屯、ディットフルート火打石銃兵（軽歩兵）、ビュナウ駐屯、およびアンスパッハ第1・第2連隊
- 王党派3個歩兵連隊：ワイトマン、ブラウンおよびファニング連隊
- ヘシアン猟兵隊
- イギリス、ヘシアンおよび艦船の砲兵隊
- イギリス海兵隊

### 大陸軍
- 大陸軍歩兵8個歩兵連隊：第1ロードアイランド（アフリカ系アメリカ人部隊）、第2ロードアイランド、第4マサチューセッツ、第13マサチューセッツ、第9コネチカット（ウェブ追加大陸）、第16マサチューセッツ（ジャクソン追加大陸）、シャーバーン追加大陸、第1カナダ（ジェイムズ・リビングストン）連隊
- ロードアイランド州旅団からの第1・第2ロードアイランド連隊
- ロードアイランド州連隊からの6個連隊
- コネチカット連隊からの第9コネチカット連隊
- 軽騎馬志願兵隊ラングドン中隊
- ピーボディ・ニューハンプシャー連隊
- ヘイル民兵連隊
- ニコルズ民兵連隊
- エバンス民兵連隊
- 4個砲兵連隊（第1・第2・第3・第4大陸砲兵連隊）

## 戦闘
アメリカの将軍達は島を横切る渓谷の直ぐ南に、島全体にわたる防衛線を布くことを決め、それによってイギリス軍に北部の高地を使わせないこと望んだ。
アメリカ軍はその軍隊を2つの部隊に組織化した。
1. 西部、グリーン将軍がターキーヒルの前に全部隊を集中させたが、バーナム将軍の指揮で第1ロードアイランド連隊に、半マイル (0.8 km)南に前身陣地を築かせた。
2. 東部、ジョン・グローバー准将がクエーカーヒルを見下ろす石壁の背後に全部隊を集中させた。

イギリス軍は同様の措置を講じて、対応する方法で攻撃部隊を組織し、ヘシアンのフリードリヒ・ヴィルヘルム・フォン・ロスブルク将軍を西方の道に、フランシス・スミス将軍を東方の道にそれぞれ2個連隊を付けて送って、総攻撃はしないように命令していた。このような成り行きで、この前進が主戦闘につながった。
ロスブルクの猟兵は、木立の陰から撃ち始めた大陸軍ジョン・ローレンスの部隊の銃火にまず出くわした。この時点で、ピゴーは増援を送ることに決め、これがこの戦闘の総攻撃になることが明らかになった。
大陸軍はその陣地から後退したが、発砲を続けてイギリス軍の前進を遅らせた。ウィリアム・ウェスト大佐が指揮するロードアイランド民兵隊は後退の間も援護射撃をした。今でも良く理解されない動きの中で、サリバンはこの後退の間にそれぞれの道に1個連隊を前進させ混乱を生じさせた。
この戦闘には陸地や艦船の大砲の砲火も加わり、攻撃や援護を試みたが、午後4時までに手詰まり状態になった。大陸軍は後退を停止し、何度か様子見の攻撃を撃退した。これらの攻撃を撃退したことで、この戦闘は愛国者軍の勝利だと主張する著作家もいる。ただし、このとき既にイギリス軍によって多くの陣地を奪われていた。鉄砲による射撃の大半は長射程だったので、両軍共に損失は比較的少なかった。イギリス軍は負傷して撤退する愛国者軍に置き去られた者を除けば捕虜にできなかった。愛国者軍の不明とされる44名はすべて放置された負傷者か戦死だった可能性がある。これは実際に戦死した大陸軍兵士は約50名だったことを示している。
大砲の砲火は夜間も継続したが、8月31日の夜に大陸軍はブリストルとティバートンまで撤退し、ロード島はイギリス軍支配のままとなった。

## 遺産
ロードアイランドの戦場跡は1974年に国定歴史史跡に指定された。部分的に保存されている。